# 图凯特
图凯特（法語：Touquettes，法語發音：[tukɛt] ⓘ）是法国奥恩省的一个市镇，位于该省东北部，属于阿让唐区。

## 地理
图凯特（48°47'52"N, 0°25'23"E）面积9.73 平方千米，位于法国诺曼底大区奧恩省，该省份为法国西北部内陆省份，北起顺时针与卡爾瓦多斯省、厄尔省、厄尔-卢瓦省、萨尔特省、马耶讷省和芒什省接壤。
与图凯特接壤的市镇（或旧市镇、城区）包括：圣埃夫鲁树林圣母村、勒萨普安德烈、拉特里尼泰德莱捷、乌什堡。

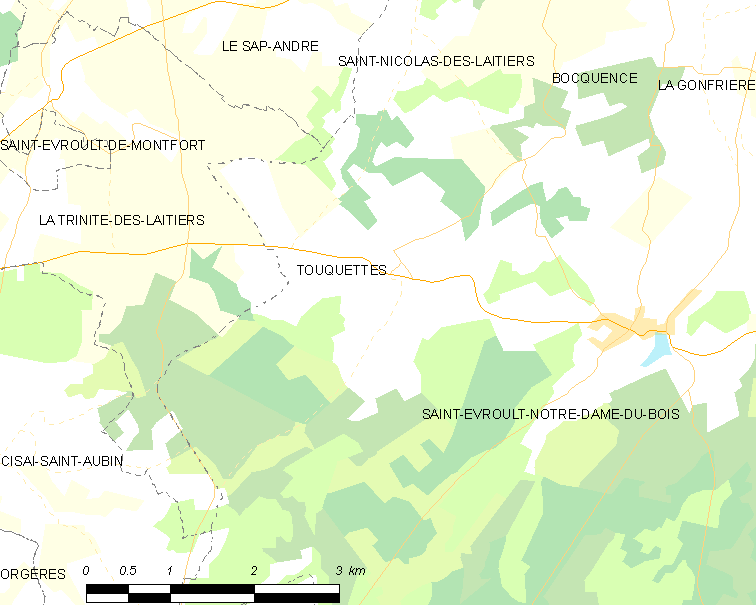
图凯特的OSM定位图

图凯特的时区为UTC+01:00、UTC+02:00（夏令时）。

## 行政
图凯特的邮政编码为61550，INSEE市镇编码为61488。

## 政治
图凯特所属的省级选区为赖村县。

## 人口

1962-2008年间图凯特人口变化图示

图凯特于2022年1月1日时的人口数量为75人。